# Obrzęk (wada drewna)
Obrzęk, obrzęk pnia – wada drewna z grupy wad kształtu. Zniekształcenie w postaci narośli, zgrubień, wybrzuszeń, w przeciwieństwie do raka składające się z drewna zdrowego, jednak często o odmiennej, zawiłej budowie.
Ze względu na swój wygląd i charakter obrzęk często traktowany jest jak rak.
Obrzęk powodowany jest przez różnego rodzaju bodźce zewnętrzne. Uszkodzenie uaktywnia odpowiednie tkanki zabliźniające, powstaje lokalne poszerzenie słoja rocznego, które z roku na rok może być potęgowane. Uszkodzenie może również doprowadzić do masowego pobudzenia pączków śpiących.
Wada zmniejsza wytrzymałość mechaniczną materiału.
Wieloletnie obrzęki na brzozie (zwane czeczotą) i jaworze (zwane ptasim oczkiem) są cenne i poszukiwane do produkcji oklein. Brzoza karelska często pozyskiwana jest właśnie ze względu na występowanie czeczoty.

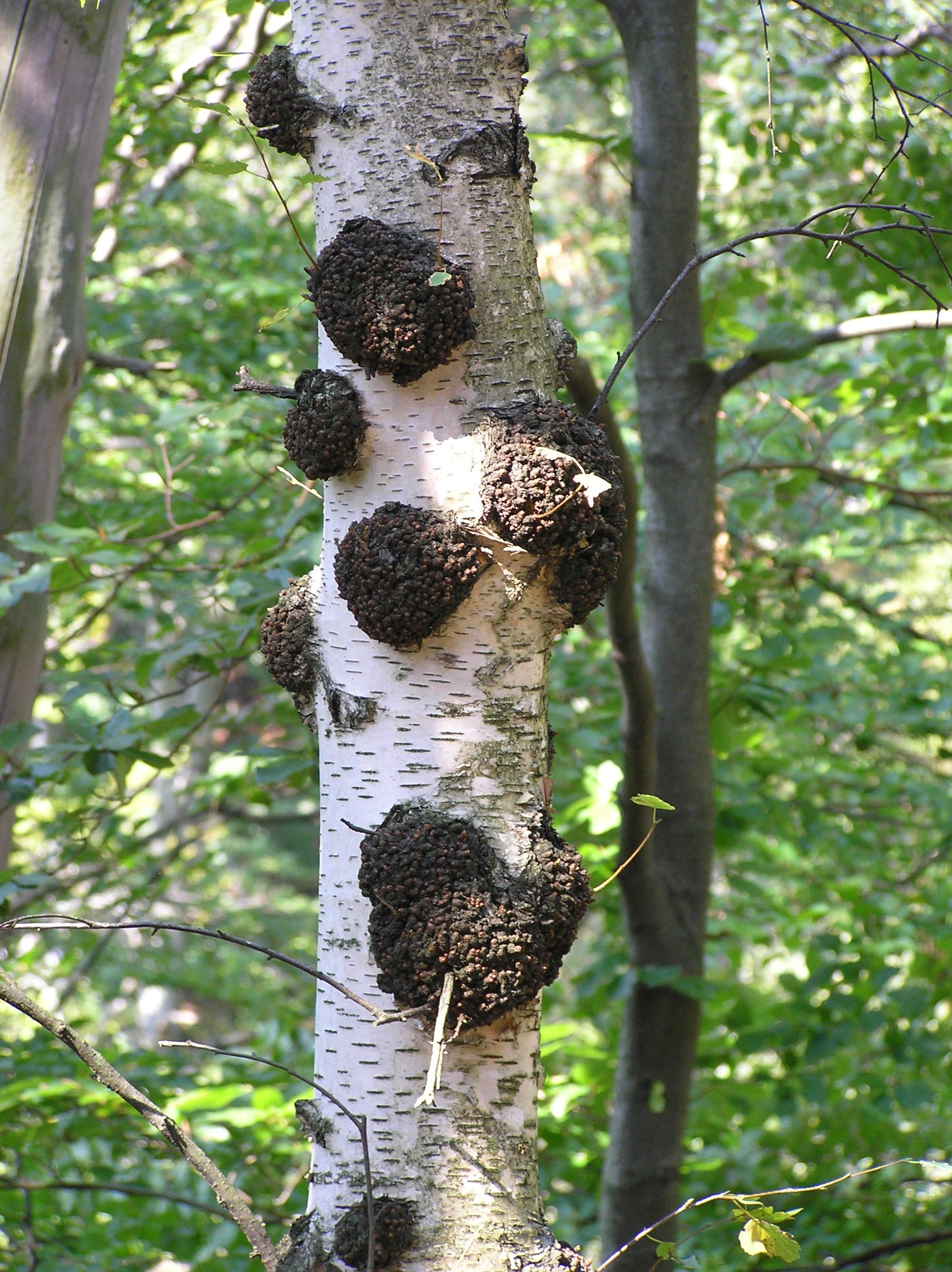
Czeczoty na brzozie brodawkowatej (okolice Bramy Pravčickiej
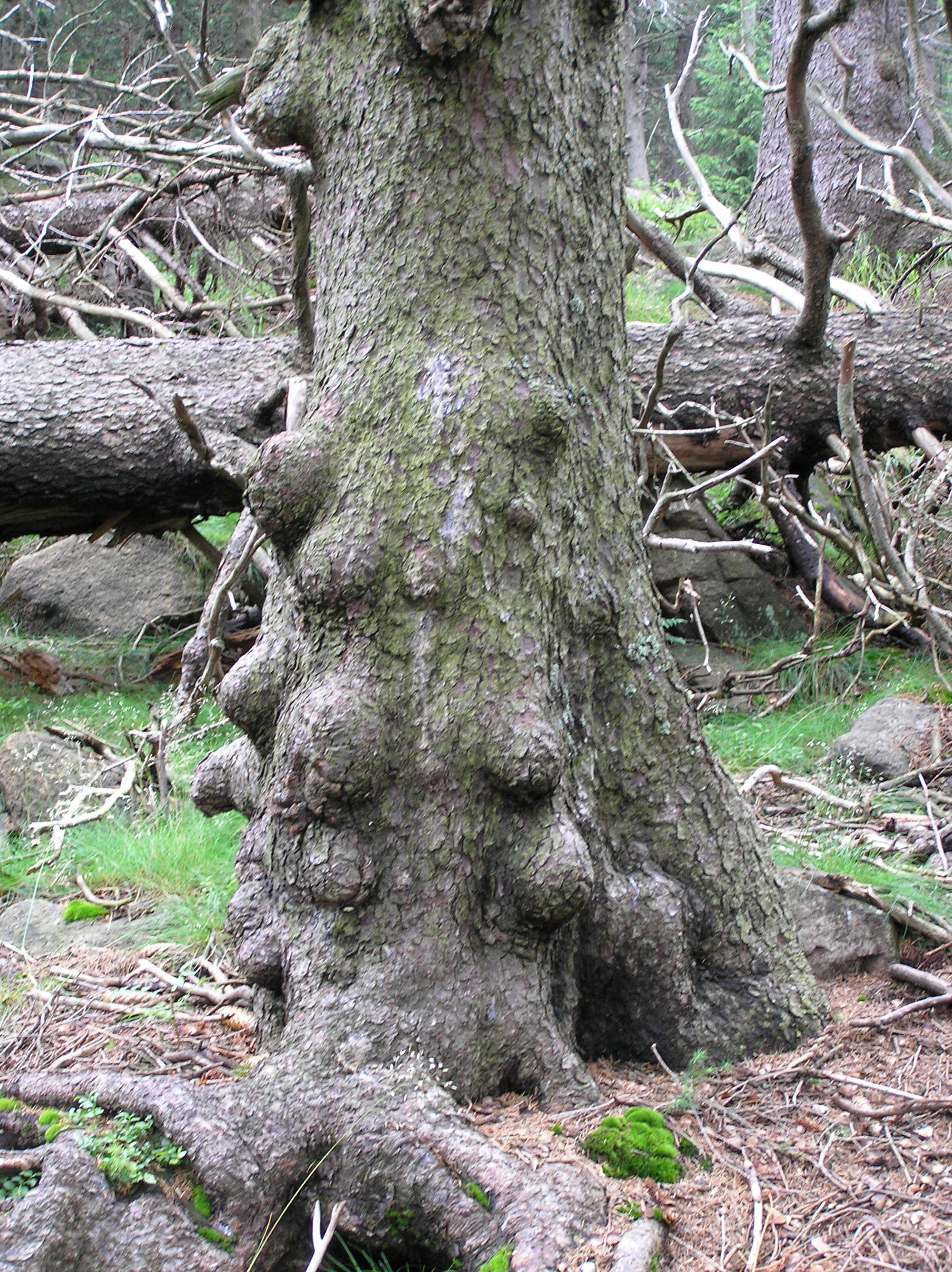
Obrzęk na świerku (okolice Śnieżki).
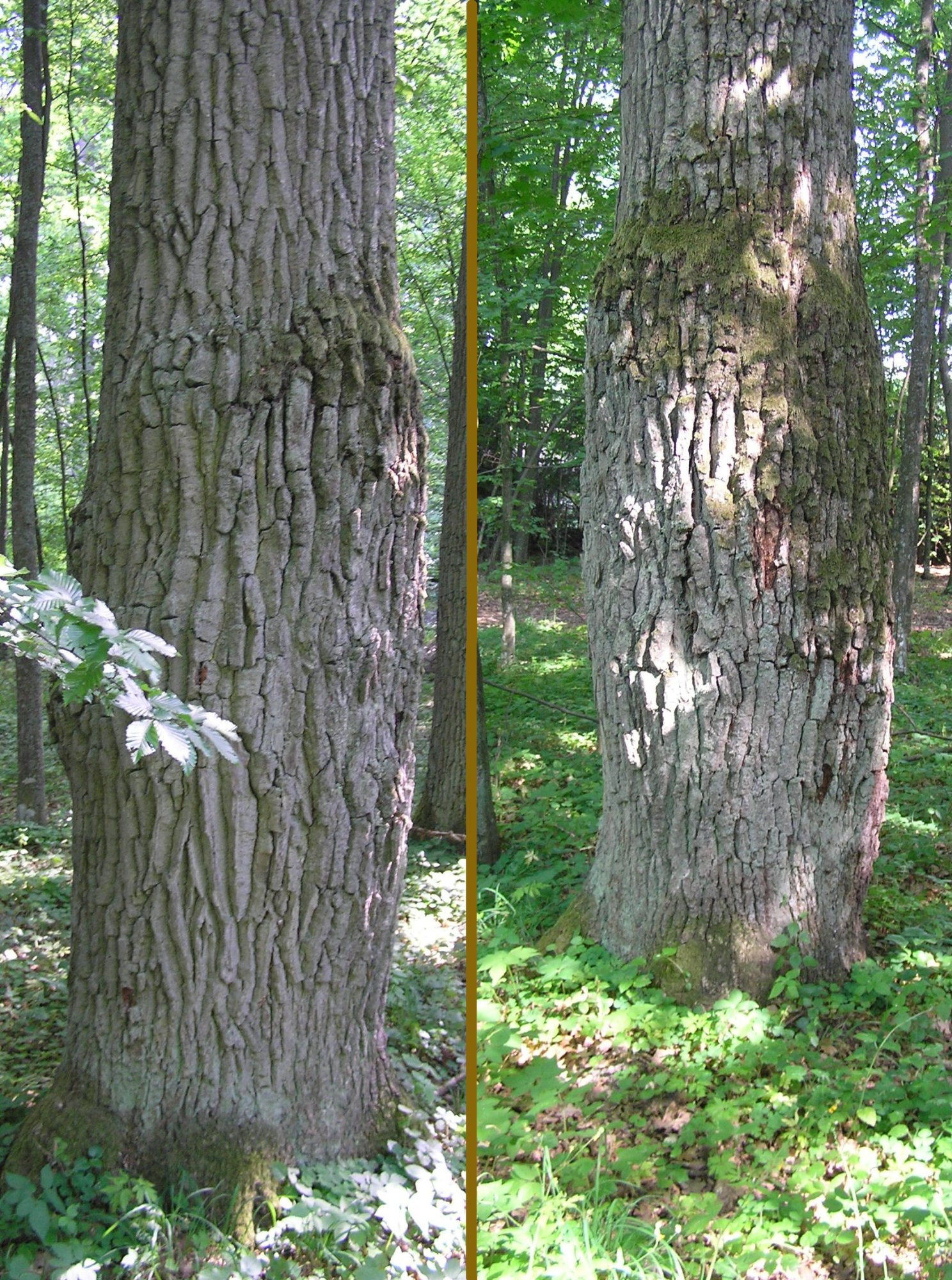
Obrzęk na dębie teren Nadleśnictwa Białowieża
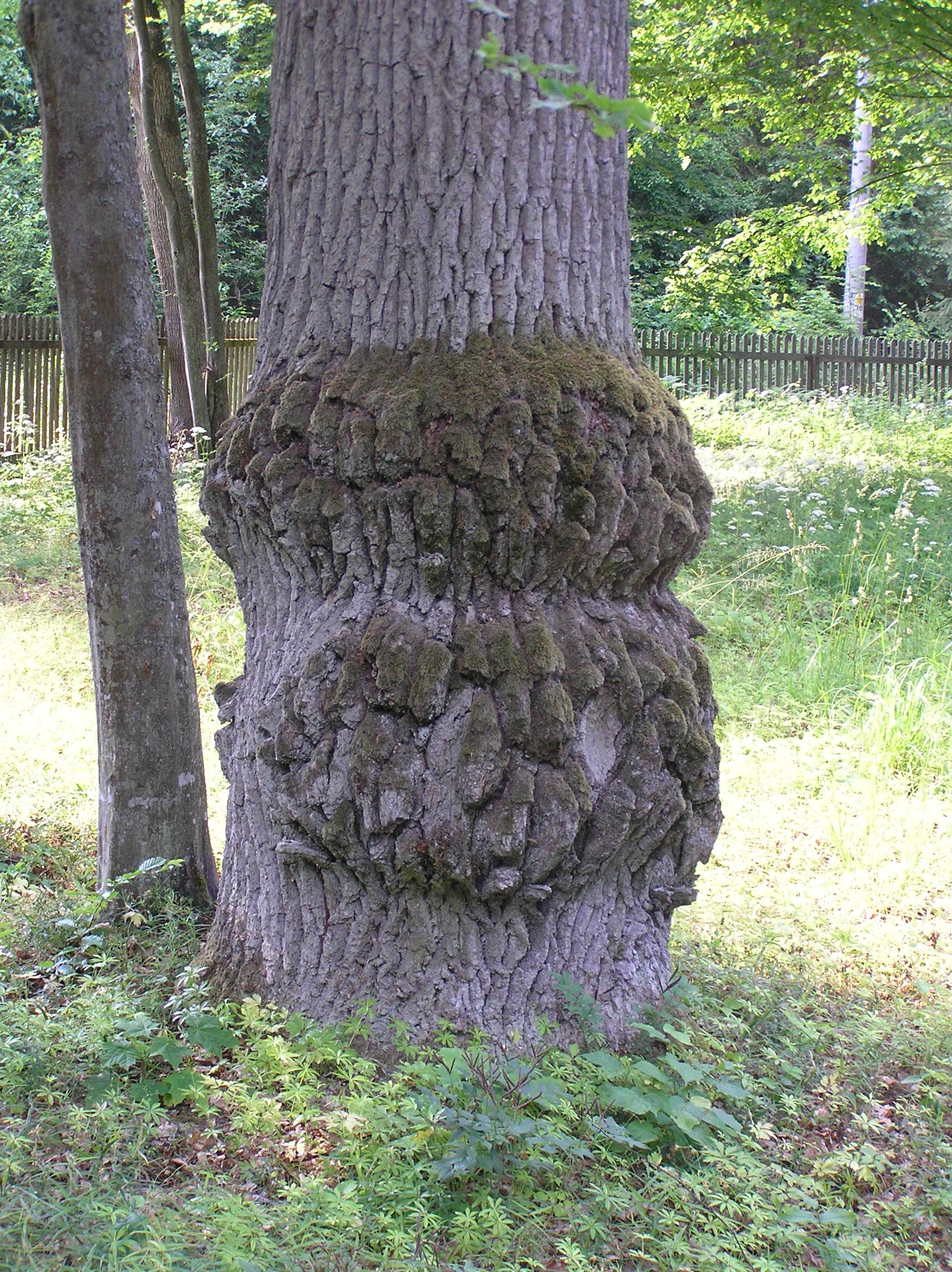
Obrzęk na dębie teren Nadleśnictwa Białowieża

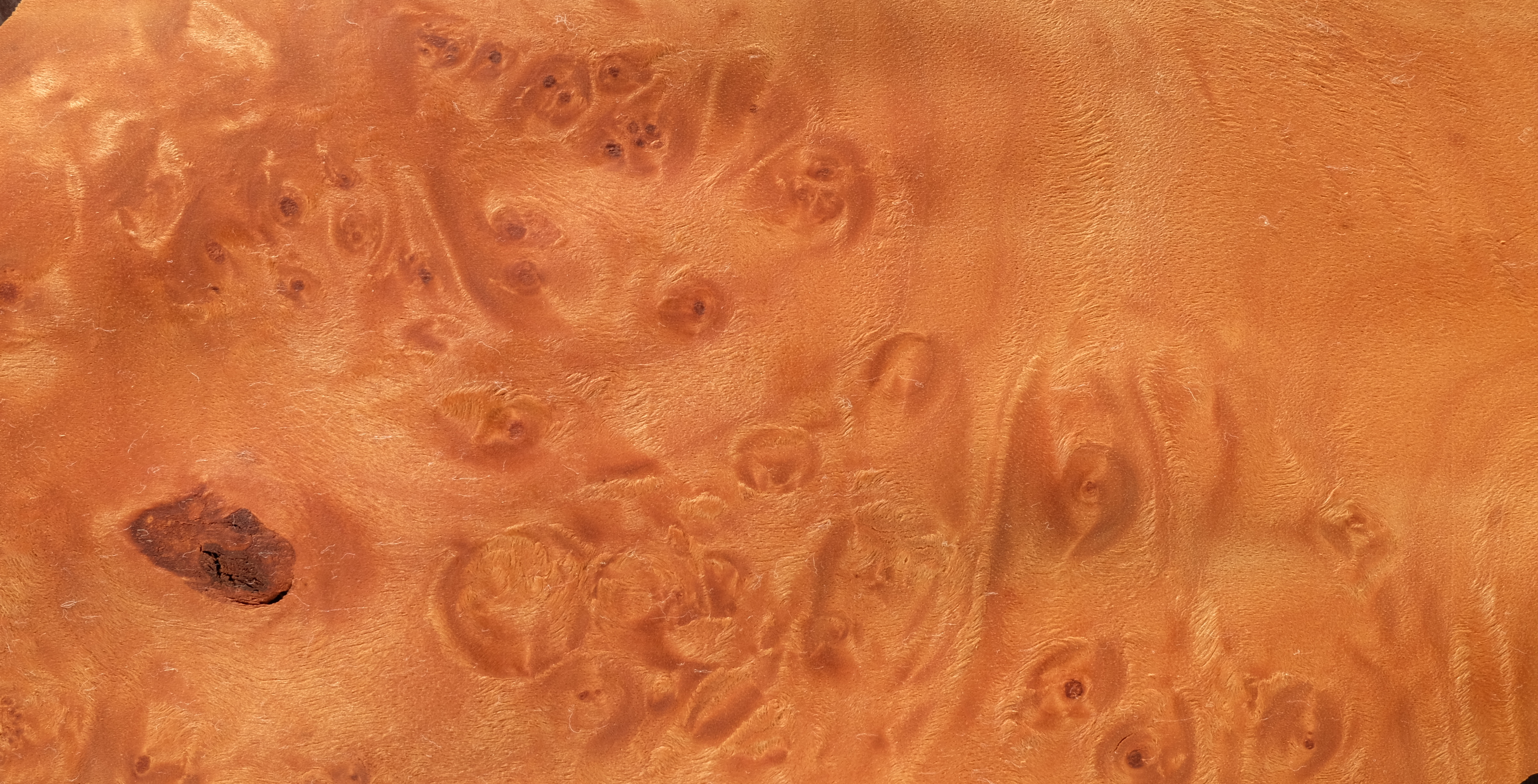
Nieszlifowany przekrój przez obrzęk klonu zwyczajnego.
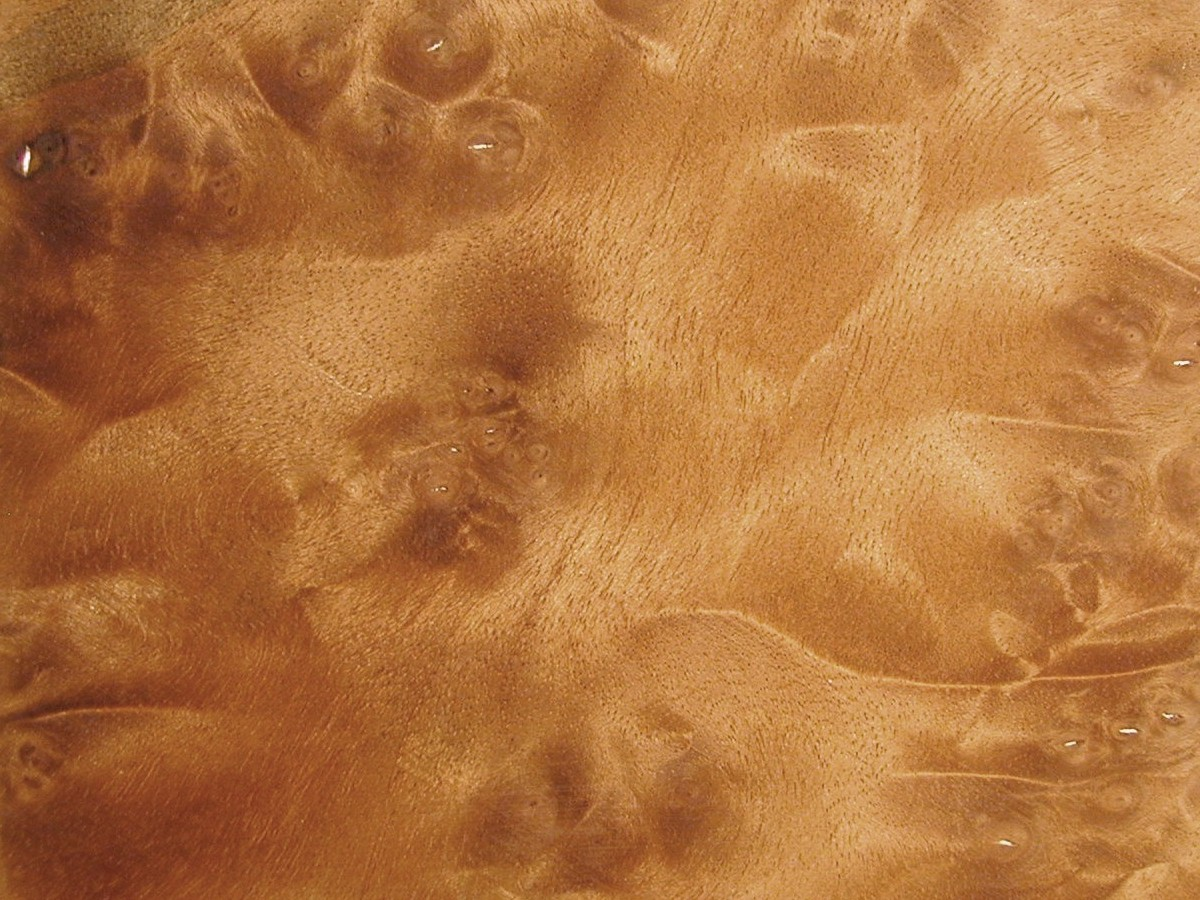
Nieszlifowany przekrój przez obrzęk orzecha.
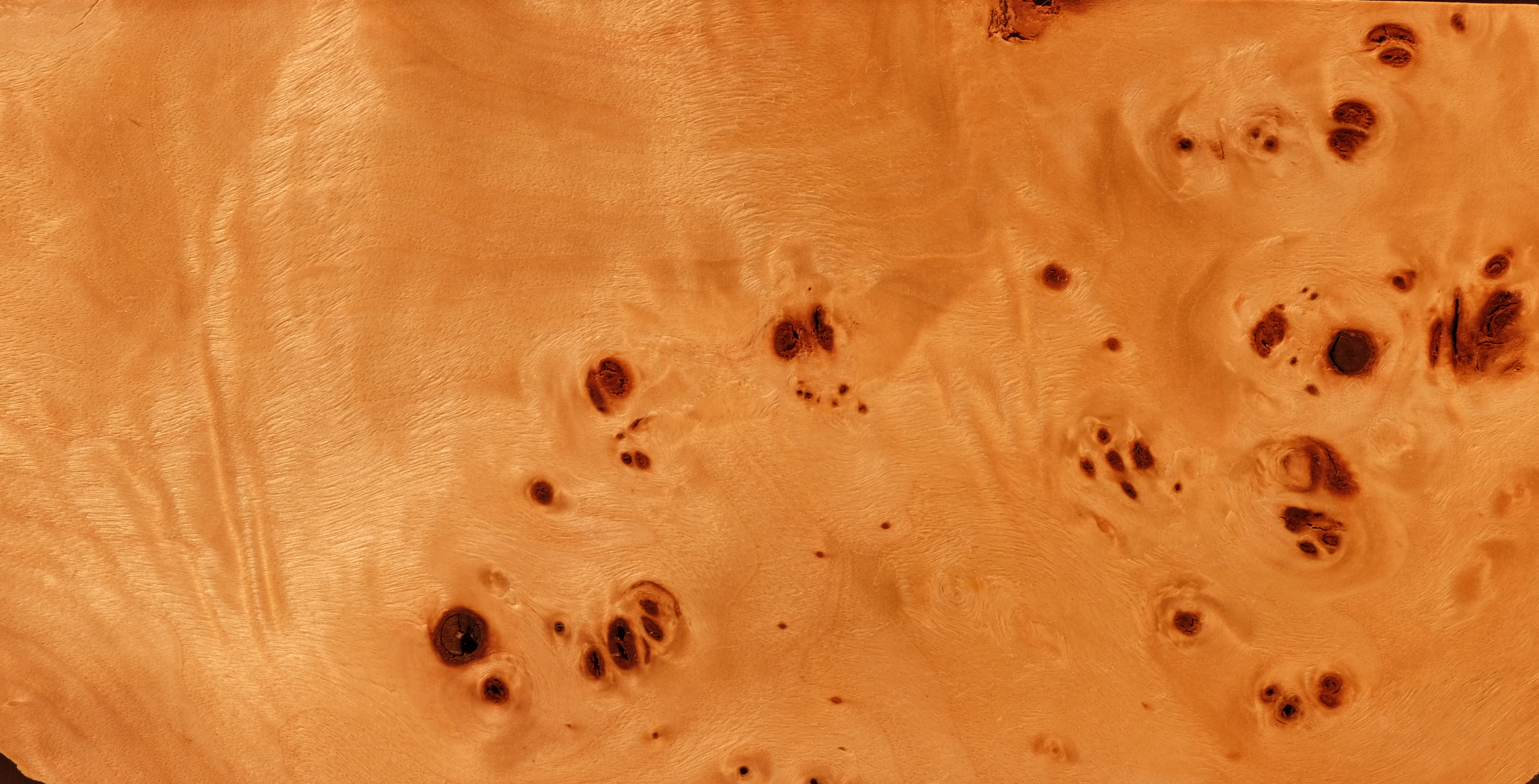
Nieszlifowany przekrój przez obrzęk topoli szarej.